# 5136 Baggaley
5136 Baggaley (1990 UG2) là một tiểu hành tinh vành đai chính được phát hiện ngày 20 tháng 10 năm 1990 bởi McNaught, R. H. ở Siding Spring.